# Прухник (гмина)
Прухник (пол. Pruchnik) — сельская гмина (волость) в Польше, входит как административная единица в Ярославский повет, Подкарпатское воеводство. Население — 9548 человек (на 2004 год). Центр — Прухник.

## Демография
| Перепись                       | Всего   | Всего | Женщины | Женщины | Мужчины | Мужчины |
| ------------------------------ | ------- | ----- | ------- | ------- | ------- | ------- |
| Единицы                        | человек | %     | человек | %       | человек | %       |
| Население                      | 9548    | 100   | 4802    | 50,3    | 4746    | 49,7    |
| Плотность населения (чел./км²) | 122     | 122   | 61,4    | 61,4    | 60,6    | 60,6    |

## Сельские округа
1. Хавловице
2. Йодлувка
3. Крамажувка
4. Прухник[пол.]
5. Розбуж-Длуги
6. Розбуж-Окронглы
7. Жеплин
8. Свебодна

## Соседние гмины
1. Гмина Дубецко
2. Гмина Каньчуга
3. Гмина Кшивча
4. Гмина Розвеница
5. Гмина Зажече